# Élection du gouverneur de Bangkok de 2009
La 9e élection du gouverneur de Bangkok s'est tenue le 11 janvier 2009, soit seulement deux mois après la dernière, en 2008, après la démission d'Apirak Kosayothin, gouverneur démocrate sortant.
Sukhumbhand Paribatra, candidat du Parti démocrate, arrive en tête avec 44,41% des suffrages ainsi que plus de 934 000 voix, devançant ainsi le candidat du Pheu Thai, Yuranan Pamornmontri, en deuxième position avec 29,06% des suffrages. Le parti Puea Paendin, représenté par Nattakorn Devakula, arrive loin derrière avec 16,27% des suffrages, suivi de Kaewsan Atiphothi, candidat indépendant, avec 7,03% des suffrages.
L'élection de Sukhumbhand Paribatra est confirmée par la Commission électorale le 14 janvier 2009.